# Internet amico
Internet Amico è un servizio di volontariato che opera esclusivamente sul Web e si avvale del contributo operativo di volontari esperti di Telefono Amico, il servizio è basato sull'anonimato di chi scrive e di chi risponde.
Il servizio è gratuito ed è svolto da persone che hanno seguito uno specifico corso di formazione.
L'attività principale del servizio è quella di prevenzione del suicidio.

## La storia e le origini
Nacque nel 2001 a Rivoli (TO), presso il locale Telefono Amico, in seguito alla ricezione di una e-mail inviata alla casella postale del centro di ascolto da una donna che dichiarava di non avere più un motivo per vivere. I volontari, nel risponderle, compresero che le nuove tecnologie informatiche costituivano un nuovo mezzo di comunicazione potentissimo e meritavano maggiore attenzione. Grazie ad esse si poteva sviluppare un servizio di ascolto analogo a quello del Telefono Amico ma in grado di sfruttare le potenzialità di Internet. Nacque così l'idea di preparare e formare un gruppo di volontari in grado di rispondere mediante una e-mail sempre e in maniera incondizionata a tutti coloro che ne manifestavano il bisogno. Fin dai primi anni di servizio sul web, Internet Amico oltre a rispondere alle e-mail ricevute al proprio sito, è diventato un punto di riferimento e di raccolta delle varie associazioni di Telefono Amico in Italia. Nel giugno 2006 il servizio di Internet Amico è stato affiancato da una chat (attiva ogni mercoledì, venerdì e domenica dalle 21 alle 24) che consente un contatto per volta tra l'operatore e l'ospite (tecnica ‘one to one’, contatto operatore/utente), da un forum mediante il quale chi lo desidera può raccogliere le proprie idee su diversi argomenti e tematiche sociali mettendole a disposizione di tutti e da un blog.